# Wilhelm Claudius
Wilhelm Claudius, né le 13 avril 1854 à Altona et mort le 25 septembre 1942 à Dresde, est un peintre, illustrateur et dessinateur allemand impressionniste.

## Biographie
Wilhelm Claudius est un arrière-petit-neveu du poète Matthias Claudius (1740-1815) qui sera un exemple pour le jeune homme, ainsi que Richter (1803-1884). Il demeure à Dresde à partir de 1879 et fait partie de l'école de Goppeln. C'est un des illustrateurs les plus demandés de la fin du XIXe siècle allemand. Son atelier à l'époque se situe au N°20 de la Residenzstraße dans le quartier de Strehlen. Il fait un séjour en 1885 avec Carl Bantzer dans la région de la Schwalm et appartient pendant une courte période au groupe des peintres de l'école de Willingshausen (de).
Il tisse de solides amitiés au sein de l'école de Goppeln avec des peintres comme Gotthardt Kuehl, Carl Bantzer, Robert Sterl, Max Pietschmann (de), Sascha Schneider, Hans Unger (en), Georg Müller-Breslau (de), Otto Fischer, Emil Voigtländer-Tetzner, Walter Besig (de), Hermann Gattiker (de), Oskar Kruse (de) ou Max Seliger. Plus tard se joignent brièvement à Goppeln au début du XXe siècle Ernst Ludwig Kirchner et Max Pechstein qui viennent du groupe Die Brücke.
Il eut pour élève Erna von Dobschütz (de) et, probablement Margarete Junge.

## Source
- (de) Cet article est partiellement ou en totalité issu de l’article de Wikipédia en allemand intitulé « Wilhelm Claudius » (voir la liste des auteurs).